# Kissing Gate

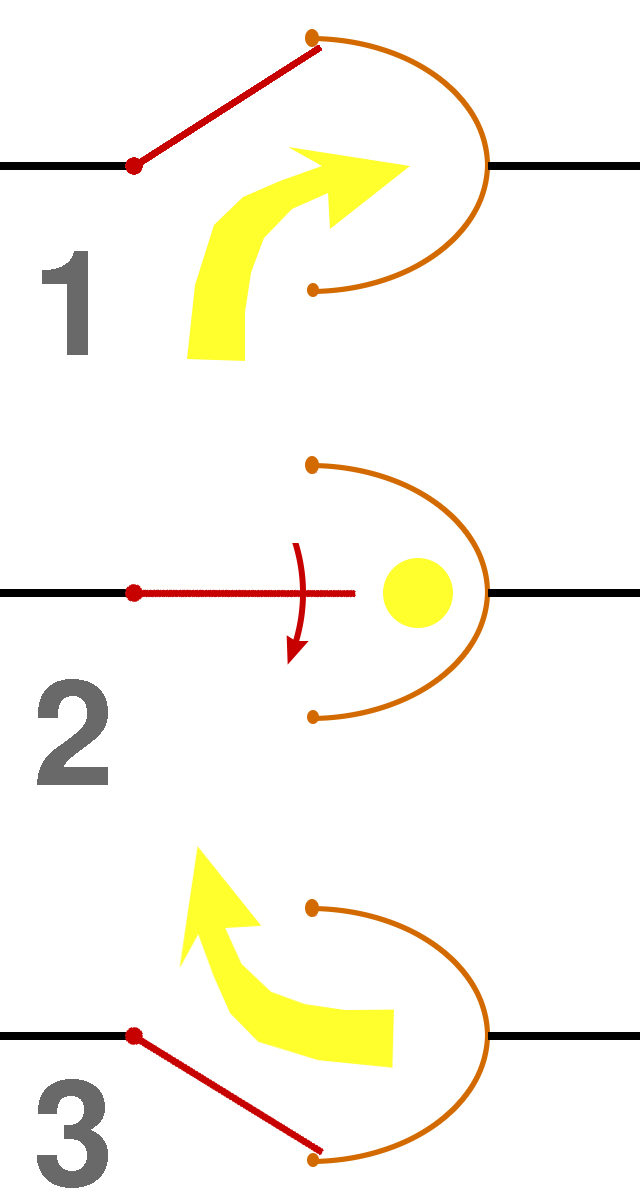
Funktionsprinzip. Schwarz: Zaun, orange: Korb, rot: Torelement

Ein Kissing Gate (engl. für: „Küssendes Tor“) ist eine primär britische Torkonstruktion, die Fußgängern den ebenerdigen Durchgang durch eine Absperrung ermöglicht, aber das Weidevieh zurückhält. Eine deutsche Bezeichnung dafür gibt es nicht. 

## Konstruktion
Ein Kissing Gate besteht aus einer halbgeschlossenen starren Einfassung, dem so genannten Korb, und einem beweglichen Torelement, das von außen knapp in die offene Seite des Korbes hineinreicht und sich zwischen dessen Enden hin und her schwenken lässt. Der Korb kann V-förmig, rechteckig, trapezförmig oder halbrund ausgeführt sein und ist so bemessen, dass Fußgänger hineinpassen, Weidetiere jedoch nicht.
Um das Kissing Gate zu durchqueren, betritt man den Korb, schwenkt das Tor zum gegenüberliegenden Anschlag und kann den Korb zur anderen Seite verlassen. 
Der Name basiert darauf, dass der schwenkbare Torflügel die beiden Anschläge jeweils nur berührt („küsst“), ohne einzurasten.

## Vor- und Nachteile
Der Vorteil gegenüber anderen Torkonstruktionen, etwa einem Viehgatter, besteht darin, dass das Kissing Gate für das Vieh in jedem Zustand unpassierbar ist, da die Tiere nicht in den Korb passen und sich auch nicht um das Torelement in Mittelstellung herumschlängeln können. Ein Kissing Gate kennt keine geschlossene Stellung und kann damit nicht versehentlich offen gelassen werden.
Ein knapp bemessener Korb schränkt die Nutzbarkeit für körperlich behinderte Menschen, aber auch für Träger großer Tourenrucksäcke ein. Zudem stellt das bewegliche Torelement einen konstruktiven Schwachpunkt dar, da bei dessen Beschädigung durch gewaltsame Behandlung oder Fäulnis die Sperre ihre Funktion verliert.

## Verbreitung
Kissing gates sind vor allem in Großbritannien üblich, wo öffentliche Fußwege oftmals über Viehweiden führen. Sie sind in den British Standards erfasst: BS5709:2006: Gaps, Gates & Stiles, ISBN 0-580-48107-7.

Kissing Gates
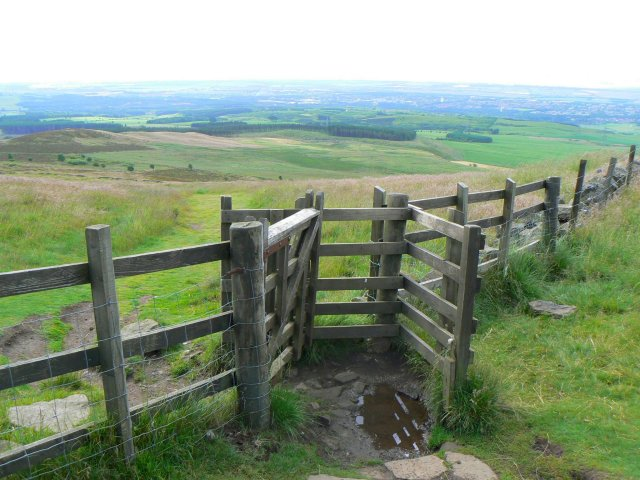
Hölzernes Kissing Gate auf einem Wanderweg in Schottland
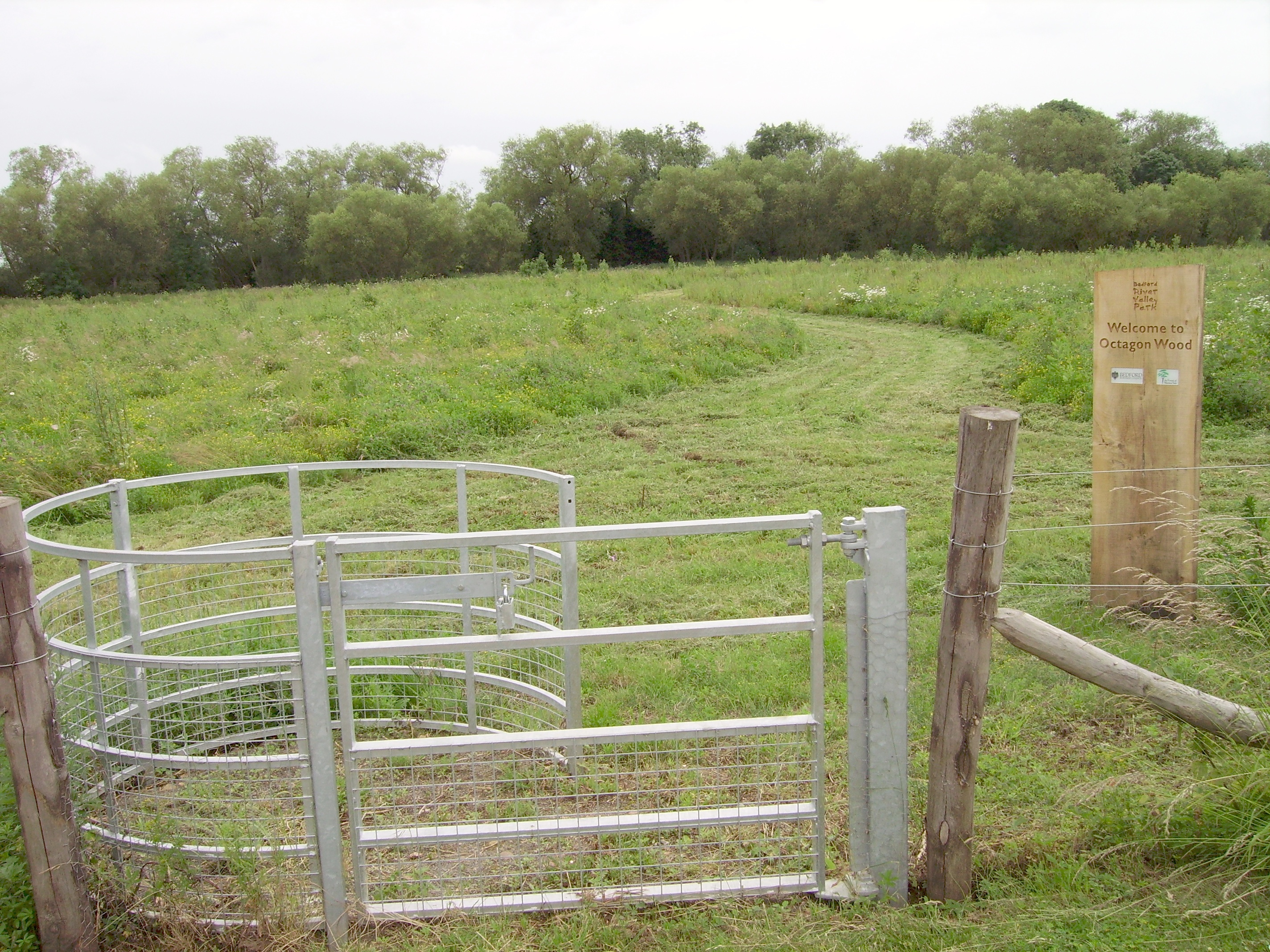
Kissing Gate aus Metall
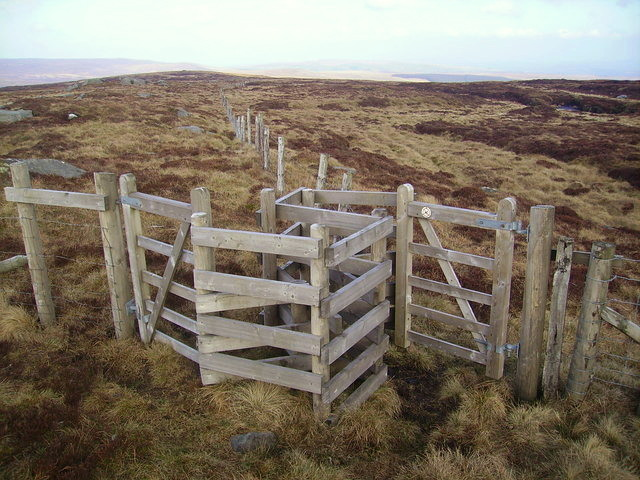
Doppeltes Kissing Gate an einer Zaunabzweigung
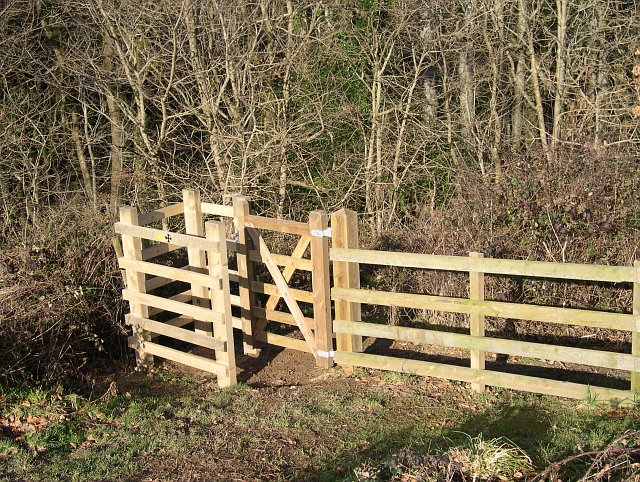
Hölzernes Kissing Gate am Colvithick Wood